# Tillandsia trauneri
Tillandsia trauneri là một loài thuộc chi Tillandsia. Đây là loài đặc hữu của México.